# Jugoslavijo
»Jugoslavijo« (poznata i kao »Od Vardara pa do Triglava« prema prvim stihovima) bila je popularna pjesma u SFR Jugoslaviji tijekom 1980-ih godina. Predstavljala je svojevrsnu neslužbenu himne države. Uz narodnu melodiju iz Makedonije sadrži tekst koji slavi jedinstvo i povijest Jugoslavije.  

## Tekst
Jugoslavijo
Od Vardara pa do Triglava,

od Đerdapa pa do Jadrana,

kao niska sjajnog đerdana,

svetliš Suncem obasjana,

ponosito sred Balkana,

Jugoslavijo, Jugoslavijo! 
Volim tvoje reke i gore,

tvoje šume, polja i more,

volim tvoje ljude ponosne,

i ratara i pastira,

u frulicu kad zasvira,

Jugoslavijo, Jugoslavijo! 
Krv se mnoga za te prolila,

borba te je naša rodila,

radnička te ruka stvorila,

živi srećna u slobodi,

ljubav naša nek te vodi,

Jugoslavijo, Jugoslavijo! 
Širom sveta put me vodio,

sa sudbom sam svojom hodio,

u srcu sam tebe nosio,

uvek si mi draga bila,

domovino moja mila,

Jugoslavijo, Jugoslavijo!  